# Kangersuatsiaq
Kangersuatsiaq (danska: Prøven) är en by i Qaasuitsup kommun i före detta amtet Norra Grönland. Den ligger cirka 56 kilometer söder om staden Upernavik, och har omkring 166 invånare (2015). Kangersuatsiaq ligger på en cirka 0,5 m² stor ö med samma namn.
Byn har flera gånger utsetts till Grönlands bäst fungerande by, på grund av sin renhet, fungerande butiker, låga alkoholkonsumtion m.m. Den är dock en avfolkningsbygd, där befolkningen minskat från 230 personer år 2005 till 166 personer tio år senare.. Näringslivet baseras på fiske och fångst. Det viktigaste transportmedlet till och från orten är helikopter från Upernavik.

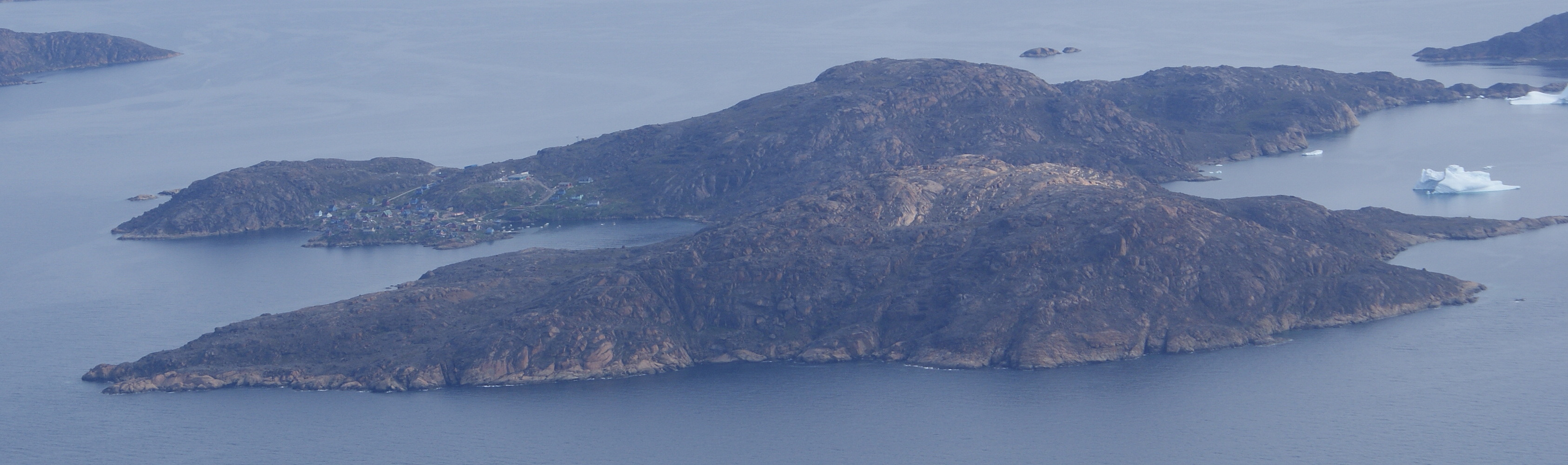
Flygbild av Kangersuatsiaq

## Externa länkar

Kangersuatsiaq läge i Upernavik skärgård.